# Frédéric Chopins og George Sands forhold
Frédéric Chopin og George Sand (pseudonym for den franske forfatterinde og feminist Armandine Aurore Lucille Dupin) havde et romantisk forhold fra 1838 til 1847.

## Forholdet indledes
Chopin mødte George Sand ved en fest afholdt af Franz Liszts elskerinde Marie d’Agoult i 1836. Sand havde tidligere haft et forhold til Jules Sandeau (fra hvem hun havde fået ideen til sit pseudonym). Blandt hendes andre erobringer kan nævnes Prosper Mérimée, Alfred de Musset, Louis-Chrystosome Michel, forfatteren Charles Didier, Pierre François Bocage og Félicien Mallefille.
I begyndelsen brød Chopin sig ikke om Sand. Til sin ven Ferdinand Hiller erklærede han: ”Hvor er Sand en frastødende kvinde! Eller er hun overhovedet en kvinde? Jeg tvivler.” Sand derimod skrev i et åbenhjertigt brev til grev Wojciech Grzymała, som var ven med både hende og Chopin, at hun nærede stærke følelser for Chopin. I brevet overvejede hun at opgive en affære til fordel for Chopin; dog ønskede hun ikke at blande sig i hans kærlighedsliv, såfremt hans forhold til Maria Wodzińska stadig stod ved magt.
I sommeren 1838 var Chopins og Sands forhold en realitet, om end stadig en hemmelighed.

## Mallorca
En væsentlig begivenhed i Sands og Chopins forhold var den omtumlede rejse til Mallorca, hvor de opholdt sig fra den 8. november 1838 til den 13. februar 1839. Med på rejsen var Sands to børn. Håbet var, at Chopins helbred ville have gavn af det milde klima. Da de fromme indbyggere på Mallorca fandt ud af, at Chopin og Sand ikke var gift, ville de ikke have noget med dem at gøre. Det blev svært for rejseselskabet at finde logi; det tvang dem til at tage ophold i et nedlagt karteuserkloster i Valldemosa.
Chopin havde også problemer med at få fremsendt sit Pleyel-klaver. Det ankom fra Paris den 20. december, men blev tilbageholdt i tolden. Den 28. december skrev Chopin: ”Mit klaver har siddet fast i tolden i otte dage … de forlanger så mange penge for at frigive det, at jeg knap kan tro det.” I mellemtiden lejede han et skrøbeligt klaver, som han muligvis har brugt til at komponere nogle stykker musik på.
Den 3. december klagede Chopin over sit dårlige helbred og de mallorcanske lægers uduelighed: ”Tre læger har besøgt mig... Den første sagde, at jeg var død; den anden sagde, at jeg var døende; og den tredje sagde, at jeg var tæt på at dø."
Den 4. januar 1839 gik George Sand med til at betale 300 francs (halvdelen af den krævede løsesum) for at få Pleyel-klaveret gennem tolden. Den 5. januar blev det endelig givet fri. De følgende fem uger brugte Chopin sit længe savnede klaver, hvilket var tid nok til at komponere nogle af præludierne, opus 28; en revideret udgave af Ballade nr. 2, opus 38; to polonæser, opus 40; Scherzo nr. 3, opus 39 og Mazurka i e-mol, opus 41. Muligvis bearbejdede han også sin Klaversonate nr. 2, opus 35. Vinteren på Mallorca regnes for en af hans mest produktive perioder.
I vinterens løb forværrede det dårlige vejr Chopins helbred og hans kroniske lungesygdom i en sådan grad, at rejseselskabet måtte bryde op og forlade øen, for at han ikke skulle dø. Det elskede klaver udgjorde et problem. Det lykkedes dog George Sand at sælge det til et fransk ægtepar Canut, hvis efterkommere den dag i dag driver et Chopin-museum i klosteret, hvor han og Sand boede.

## Efter Mallorca
Rejseselskabet tog til Barcelona og derfra til Marseille, hvor de blev i nogle måneder for at sunde sig. I maj 1839 tog de til Sands gods i Nohant for sommeren. I efteråret vendte de hjem til Paris, hvor Chopin og Sand en tid boede hver for sig. Men snart forlod Chopin sin lejlighed i Rue Tronchet 5 og flyttede ind i Sands hus i Rue Pigalle 16 og boede dér sammen med Sand og hendes to børn fra oktober 1839 til november 1842. De fleste somre frem til 1846 opholdt de sig på godset i Nohant. I Paris flyttede de i 1842 til Rue Taitbout 80.
Omtrent på den tid demonstrerede Chopin, at han mestrede andre instrumenter end klaveret, nemlig da han ved Adolphe Nourrits begravelse spillede en transskription af Franz Schuberts sang ’Die Gestirne’ for orgel. Nourrit var sprunget i døden i Napoli, og hans lig var sendt hjem til Paris, så det kunne blive begravet dér.
Under sommeropholdene i Nohant, først og fremmest i årene 1839-43, brugte Chopin megen tid på at komponere, blandt andre Polonæse i As-dur, opus 53, der hører til hans kendteste værker. Sand beskriver Chopins urolige og følelsesladede arbejdsproces en aften på godset i Nohant med deres ven Eugène Delacroix som gæst:
| Citat | Chopin sidder ved klaveret, han lægger ikke mærke til, om nogen lytter. Han lægger ud med en slags vanlig improvisation for så at stoppe. ”Bliv ved, bliv ved,” udbryder Delacroix, ”det er ikke slutningen!" "Det er ikke engang en begyndelse. Intet vil komme … kun refleksioner, skygger og former, som ikke kan opfanges. Jeg prøver at finde den rette farve, men jeg kan ikke engang finde formen …” ”Du kan ikke finde det ene uden det andet,” siger Delacroix, ”og begge vil komme samtidig.” ”Hvad nu hvis jeg kun finder måneskin?” ”Så vil du have fundet refleksionen af en refleksion.” Idéen ser ud til at glæde den guddommelige kunstner. Han starter forfra uden at se ud til det, så ubestemmelig er hans skikkelse. Langsomt begynder dæmpede farver at dukke op, beslægtede med de blide toner i vores øren. Pludselig bryder en tone af blåt ud, og natten omgiver os, azurblå og gennemsigtig. Lette skyer antager fantastiske former og fylder himlen. De samles omkring månen, som kaster store skiver af opalfarvet lys på dem og vækker de sovende farver. Vi drømmer om en sommernat, mens vi sidder og venter på nattergalens sang … | Citat |
|       | |       |

Som Chopins sygdom skred frem, gik Sand fra at være elskerinde til at være sygeplejerske, og hun begyndte at kalde Chopin sit ”tredje barn”. I de følgende år bevarede hun sit venskab med Chopin, skønt hun ofte gav luft for sine frustrationer i breve, hvori hun kaldte ham et ”barn”, en ”lille engel”, et ”offer” eller et ”kært lille kadaver”.

## Enden på forholdet
I 1845, mens det fortsat gik ned ad bakke med Chopins helbred, begyndte deres forhold at kølnes. Problemet eskalerede i 1846 og kom til at involvere Sands datter Solange og den unge billedhugger Auguste Clésinger. I 1847 udgav Sand romanen Lucrezia Floriani, hvis hovedpersoner – en rig skuespillerinde og en fyrste med dårligt helbred – har lighedspunkter med Sand og Chopin. Chopin, der havde hjulpet Sand med at læse korrektur, skal være blevet stødt over hentydningerne i historien.
I 1847 besøgte Chopin ikke godset i Nohant. Fælles venner af Chopin og Sand prøvede at mægle mellem dem, men forgæves.
Blandt disse venner var mezzosopranen Pauline Viardot. Sand havde baseret sin roman Consuelo (1843) på Viardots liv, og de tre havde tilbragt mange stunder sammen i Nohant. Viardot var også dygtig til at spille klaver, og det havde oprindeligt været hendes ønske at gøre karriere som pianist. Hun havde taget klavertimer hos Liszt og Anton Reicha. Hendes venskab med Chopin byggede på gensidig kunstnerisk respekt og en lighed i temperament. De havde ofte spillet klaver sammen, og han havde givet hende råd om spilleteknik og hjulpet hende med at skrive en række sange med afsæt i sine mazurkaer. Viardot havde til gengæld lært ham en del om spansk musik.
I 1847 gjorde Sand og Chopin deres 10 år lange forhold forbi i al stilfærdighed. Grev Wojciech Grzymała, som havde fulgt med i deres forhold fra først til sidst, bemærkede: ”Hvis ikke (Chopin) havde været så uheldig at møde G.S. [George Sand], som forgiftede hele hans tilværelse, ville han være blevet lige så gammel som Cherubini.” Chopin døde som 39-årig, mens hans ven Cherubini døde i Paris i 1842 i en alder af 82 år. De to komponister ligger begravet fire meter fra hinanden på Père-Lachaise-kirkegården i Paris